# ALBA Berlin
ALBA Berlin je njemački košarkaški klub iz Berlina. Od 1991. nastupa pod sponzorskim imenom tvrtke ALBA. Domaće utakmice igraju u O2 World areni koja nosi kapacitet od 14.500 sjedećih mjesta. Klub trenutačno nastupa u njemačkoj BBL ligi i Euroligi. 

## Povijest
ALBA je osnovana 1991., zamijenivši tada klub BG Charlottenburg koji je osnovan 1989. ALBA je od 1997. do 2003. osvojila sedam uzastopnih naslova njemačkog prvaka. Šest puta bili su osvajači njemačkog kupa, a u sezoni 2007./08. osvojili su svoj osmi naslov prvaka Njemačke. 1995. osvojili su Kup Radivoja Koraća i time postali prvi njemački klub koji je osvojio neki eurokup.

## Trofeji
- BBL: 8 (1997., 1998., 1999., 2000., 2001., 2002., 2003., 2008.)
- Njemački kup: 8 (1997., 1999., 2002., 2003., 2006., 2009., 2013., 2014.)
- BBL Champions Cup (Njemački Superkup): 2 (2008., 2013.)
- Kup Radivoja Koraća: 1 (1995.)

## Poznati igrači
| - Stephen Arigbabu - Uwe Blab - Mithat Demirel - Nino Garris - Hansi Gnad - Demond Greene - Jörg Lütcke - Ademola Okulaja - Teoman Öztürk - Marko Pešić - Henrik Rödl - Sven Schultze - Märek Städler - Mario Primorac - Ruben Boumtje-Boumtje - Jiří Zídek | - Tanel Tein - Martynas Mazeika - Goran Jeretin - Goran Nikolić - Blagota Sekulić - Geert Hammink - Kirk Penney - Szymon Szewczyk - Vassili Karasev - Dejan Koturović - Saša Obradović - Zoran Radović - Jovo Stanojević - Teoman Alibegović - Dragiša Drobnjak | - Wendell Alexis - William Avery - John Best - Michael Bradley - Bobby Brown - John Celestand - Terry Dehere - Sharrod Ford - Mike Penberthy - Derrick Phelps - Hollis Price - Kevin Rankin - Jaleen Smith - Dijon Thompson - Luke Whitehead - Mike Whitmarsh - Michael Wright |

## Vanjske poveznice
- Službena stranica
- Stranica kluba na Euroleague.net
- Stranica kluba na Eurobasket.com

| Euroliga 2008./09.         | Euroliga 2008./09. |
| -------------------------- | --- |
|                            | |
| Prvak                      | Panathinaikos |
|                            | |
| Finalist                   | CSKA Moskva |
|                            | |
| Treće mjesto               | Regal FC Barcelona |
|                            | |
| Četvrto mjesto             | Olympiakos |
|                            | |
| Ispali u četvrtfinalu      | Montepaschi Siena • Partizan Igokea • Real Madrid • TAU Cerámica                                                                          |
|                            | |
| Stigli do Top 16           | AJ Milano • ALBA Berlin • Asseco Prokom Sopot • Cibona Zagreb • Fenerbahçe Ülker • Lottomatica Rim • Maccabi Tel Aviv • Unicaja Málaga    |
|                            | |
| Ispali u regularnom dijelu | Air Avellino • DKV Joventut • Fenerbahçe Ülker • Le Mans • Panionios OnTelecoms • SLUC Nancy • Union Olimpija Ljubljana • Žalgiris Kaunas |

| Euroliga 2008./09.         | Euroliga 2008./09. |
| -------------------------- | --- |
|                            | |
| Prvak                      | Panathinaikos |
|                            | |
| Finalist                   | CSKA Moskva |
|                            | |
| Treće mjesto               | Regal FC Barcelona |
|                            | |
| Četvrto mjesto             | Olympiakos |
|                            | |
| Ispali u četvrtfinalu      | Montepaschi Siena • Partizan Igokea • Real Madrid • TAU Cerámica                                                                          |
|                            | |
| Stigli do Top 16           | AJ Milano • ALBA Berlin • Asseco Prokom Sopot • Cibona Zagreb • Fenerbahçe Ülker • Lottomatica Rim • Maccabi Tel Aviv • Unicaja Málaga    |
|                            | |
| Ispali u regularnom dijelu | Air Avellino • DKV Joventut • Fenerbahçe Ülker • Le Mans • Panionios OnTelecoms • SLUC Nancy • Union Olimpija Ljubljana • Žalgiris Kaunas |